# Xylopia barbata
Xylopia barbata là loài thực vật có hoa thuộc họ Na. Loài này được Mart. miêu tả khoa học đầu tiên năm 1841.